# Projekt 1171
Projekt 1171, mit dem Beinamen „Tapir“ (russisch Тапир; für Tapir, NATO-Bezeichnung: Alligator-Klasse), ist eine Klasse von Landungsschiffen, die von der Sowjetunion im Kalten Krieg entwickelt und gebaut wurde.
Die Klasse wurde in vier Losen gebaut, die jeweils kleine Unterschiede bei den Decksaufbauten, der Bewaffnung und dem Ladegeschirr hatten.

## Geschichte
Ende der 1950er Jahre wurde in der sowjetischen Marine der Ruf nach einem neuen Landungsschiff laut. Die Marine war in dieser Phase des Kalten Krieges in einer Aufrüstungsphase. Die damalige sowjetische Militärdoktrin forderte, die Bereitstellung militärischer Hilfe müsse für alle alliierten und der Sowjetunion freundlich gesinnten Staaten gewährleistet sein. Das Projekt 1171 wurde 1959 begonnen; 1966 wurde das erste Schiff der Klasse in Dienst gestellt.

## Varianten
- Projekt 1171 – 2 × M-58A-Schiffsdiesel, 2 × Dreifach-Starter für Strela-2, je ein Kran vor und hinter dem Brückenaufbau.
- Projekt 1171 mod. I – wie 1171, aber mit 3 × Zwillingsstartern für Strela-2 und zwei Kränen vor und einem hinter dem Brückenaufbau.
- Projekt 1171 mod. II – wie mod. I, aber mit 2 M-58A-3-Dieselmotoren und nur einem Kran vor dem Brückenaufbau.
- Projekt 1171 mod. III – wie mod. II, aber mit zusätzlichem Decksaufbau am Bug.
- Projekt 1171 mod. IV – wie mod. III, aber mit 2 M-58A-4-Dieselmotoren und 2 × 25-mm-L/80-Zwillings-Flak 2M-3 auf dem Anbau achtern der Brücke.

## Einheiten

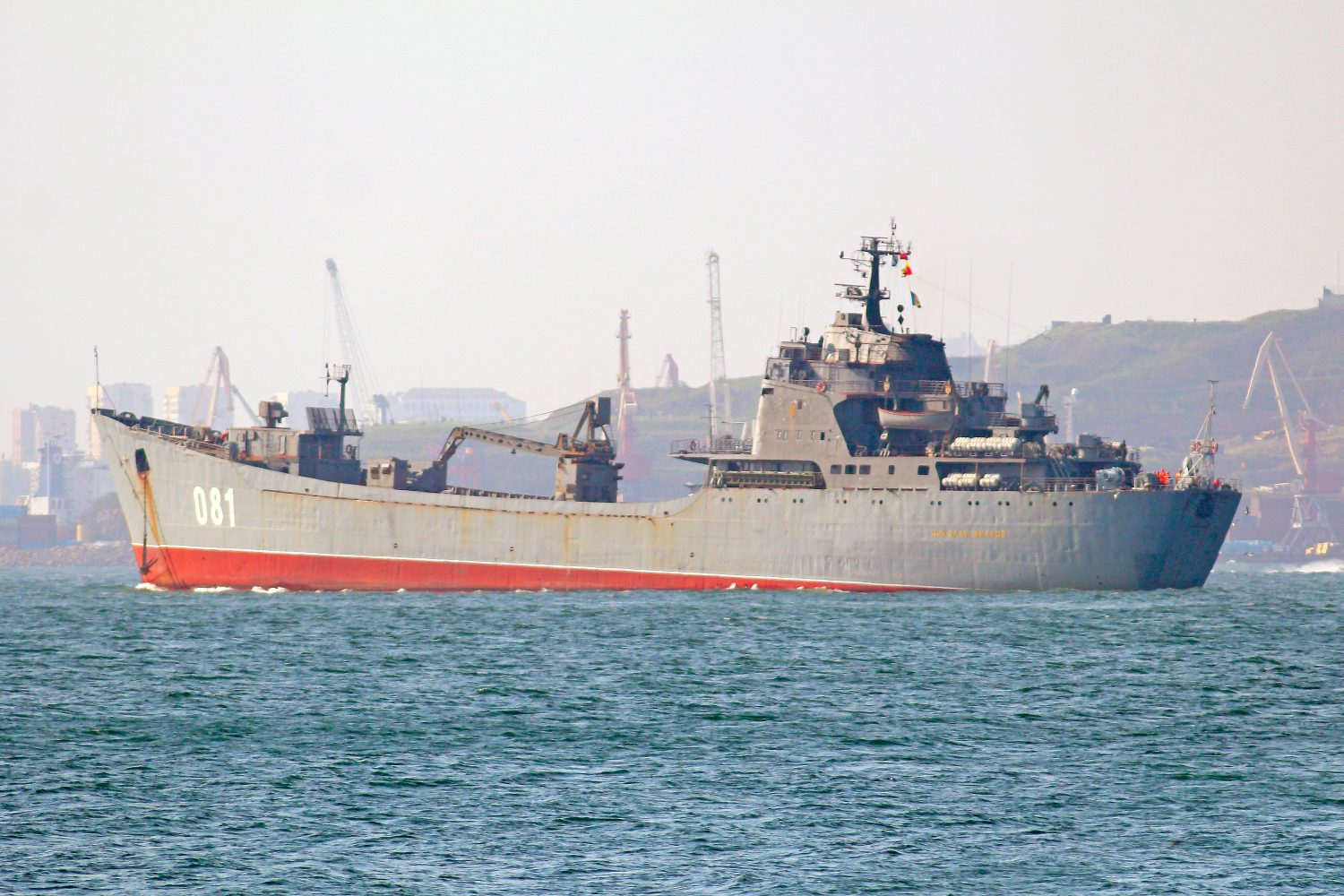
Nikolai Wolkow Projekt 1171 mod. IV, 2014

| Bezeichnung (Name oder Nummer) | Bezeichnung (Name oder Nummer)                                                        | Bauwerft            | Werftnummer         | Kiellegung           | Stapellauf           | Indienststellung     | Außerdienststellung  | Bemerkungen                                                                               |
| Projekt 1171 mod. I            | Projekt 1171 mod. I                                                                   | Projekt 1171 mod. I | Projekt 1171 mod. I | Projekt 1171 mod. I  | Projekt 1171 mod. I  | Projekt 1171 mod. I  | Projekt 1171 mod. I  | Projekt 1171 mod. I                                                                       |
| ------------------------------ | ------------------------------------------------------------------------------------- | ------------------- | ------------------- | -------------------- | -------------------- | -------------------- | -------------------- | ----------------------------------------------------------------------------------------- |
| BDK-10 BDK-65 (ab 1992)        | Woronescher Komsomolze (Воронежский комсомолец) (ab 1967) Saratow (Саратов) (ab 2003) | Jantar, Kaliningrad | 291                 | 5. Februar 1964      | 1. Juli 1964         | 18. August 1966      |                      | zerstört am 24. März 2022 während des Russisch-Ukrainischen Kriegs im Hafen von Berdjansk |
| BDK-6 (ab 1992)                | Krimer Komsomolze (Крымский комсомолец) (ab 1970)                                     | Jantar, Kaliningrad | 292                 | 4. Juli 1964         | 15. Februar 1965     | 30. Dezember 1966    | März 1992            |                                                                                           |
| BDK-13 BDK-25 (ab 1992)        | Tomsker Komsomolze (Томский комсомолец) (ab 1972)                                     | Jantar, Kaliningrad | 293                 | 18. Februar 1965     | 26. März 1966        | 30. September 1967   | Juli 1994            |                                                                                           |
| BDK-62 (ab 1992)               | Karelischer Komsomolze (Комсомолец Карелии) (ab 1981)                                 | Jantar, Kaliningrad | 294                 | 5. August 1966       | 1. März 1967         | 29. Dezember 1967    | Dezember 1997        |                                                                                           |
| Projekt 1171 mod. II           |                                                                                       |                     |                     |                      |                      |                      |                      |                                                                                           |
| BDK-66                         | Sergei Laso (Сергей Лазо) (ab 1975)                                                   | Jantar, Kaliningrad | 295                 | 7. März 1967         | 28. August 1967      | 27. September 1968   | Juli 1994            |                                                                                           |
| BDK-69                         | Orsk (Орск) (ab 2002)                                                                 | Jantar, Kaliningrad | 296                 | 30. August 1967      | 29. Februar 1968     | 31. Dezember 1968    |                      | aktiv                                                                                     |
| Projekt 1171 mod. III          |                                                                                       |                     |                     |                      |                      |                      |                      |                                                                                           |
| BDK-77 BDK-80 (ab 1992)        | 50 Jahre Patenschaft des Komsomols (50 лет шефства ВЛКСМ) (ab 1972)                   | Jantar, Kaliningrad | 297                 | 12. März 1968        | 31. August 1969      | 30. September 1969   | Juli 1994            |                                                                                           |
|                                | Donezker Bergmann (Донецкий шахтёр)                                                   | Jantar, Kaliningrad | 298                 | 5. September 1968    | 10. März 1969        | 31. Dezember 1969    | April 2002           |                                                                                           |
| BDK-100                        | Rote Presnja (Красная Пресня) (ab 1970)                                               | Jantar, Kaliningrad | 299                 | 18. März 1969        | 11. Oktober 1969     | 30. September 1970   | Juni 1993            | 1995 gesunken                                                                             |
| BDK-104 (ab 1992)              | Ilja Asarow (Илья Азаров) (ab 1982)                                                   | Jantar, Kaliningrad | 300                 | 17. Oktober 1969     | 31. März 1970        | 10. Juni 1971        |                      | 1996 an die Ukraine verkauft U401 Riwne (Рівне)                                           |
|                                | Alexander Torzew (Александр Торцев)                                                   | Jantar, Kaliningrad | 301                 | 6. April 1970        | 27. November 1970    | 31. Dezember 1971    | Juli 1994            |                                                                                           |
|                                | Pjotr Iljitschjow (Пётр Ильичёв)                                                      | Jantar, Kaliningrad | 302                 | 30. November 1970    | 30. August 1971      | 29. Dezember 1972    | Juni 1993            |                                                                                           |
| Projekt 1171 mod. IV           |                                                                                       |                     |                     |                      |                      |                      |                      |                                                                                           |
|                                | Nikolai Wilkow (Николай Вилков)                                                       | Jantar, Kaliningrad | 303                 | 30. September 1971   | 30. November 1973    | 30. Juli 1974        |                      | aktiv                                                                                     |
|                                | Nikolai Filtschenkow (Николай Фильченков)                                             | Jantar, Kaliningrad | 304                 | 30. Januar 1974      | 29. März 1975        | 30. Dezember 1975    |                      | aktiv                                                                                     |
|                                | Nikolai Golubez (Николай Голубец)                                                     | Jantar, Kaliningrad | 305                 | Bauauftrag storniert | Bauauftrag storniert | Bauauftrag storniert | Bauauftrag storniert | Bauauftrag storniert                                                                      |

## Aufgabe

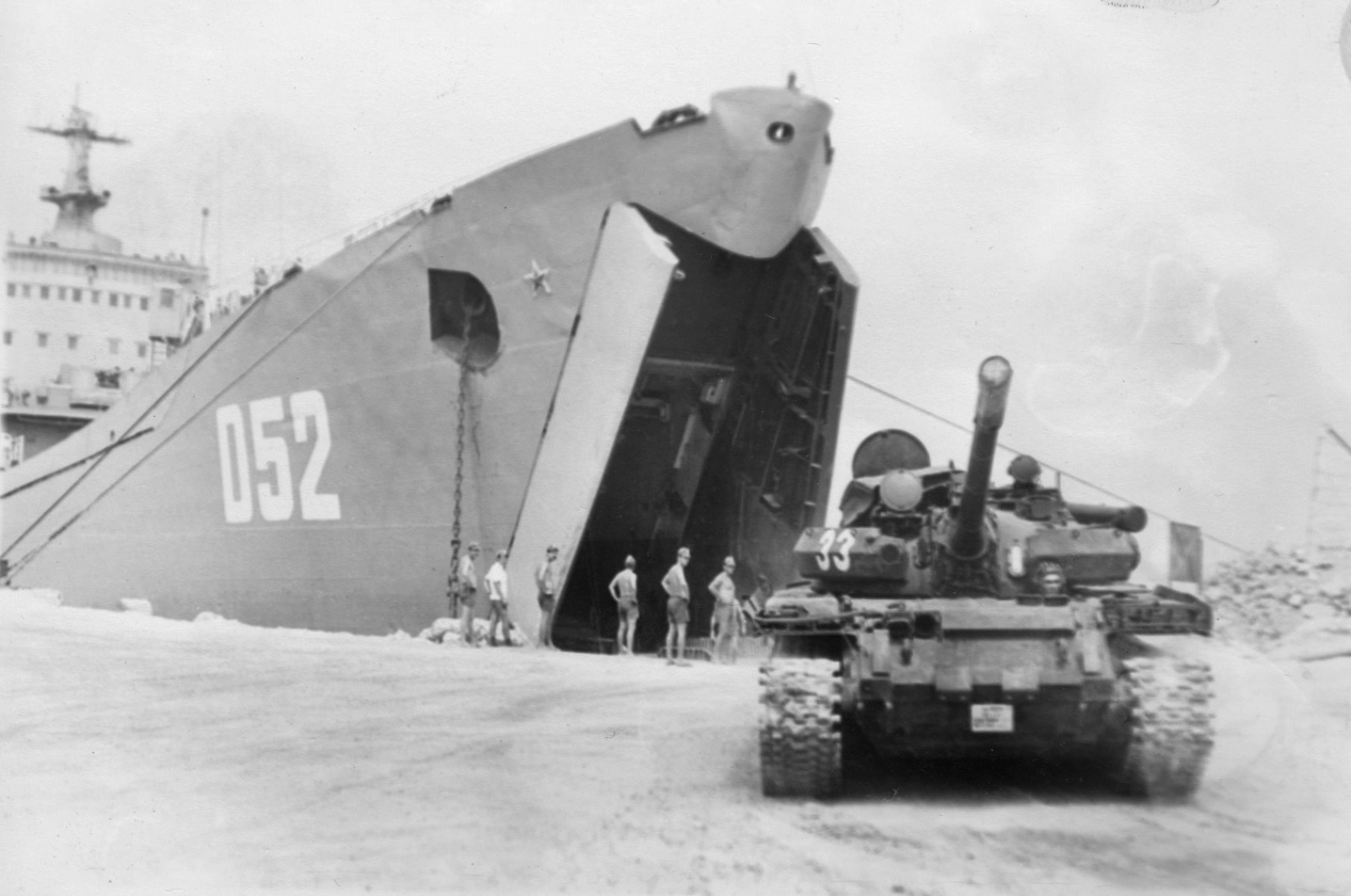
Sowjetische Marineinfanteristen mit einem T-55AMW-Panzer werden 1987 von Projekt 1171 Alexander Torzew auf dem Dahlak-Archipel abgesetzt.

Die Schiffe des Projekts 1171 sind für große Landungsoperationen und zivile Einsätze ausgelegt. Sie können bis zu 1750 Tonnen laden. Im Laderaum finden bis zu 13 Kampfpanzer oder 50 Schützenpanzerwagen (BTR) Platz. Bei Landungsoperationen, bei denen Fahrzeuge und Güter über die Bugrampe am Strand abgesetzt werden sollen, werden zur Reduzierung des Tiefgangs nur 600 Tonnen geladen.

## Einsatzbereitschaft
Von 14 gebauten Schiffen waren Mitte 2023 in der russischen Marine noch 3 Einheiten im aktiven Dienst.
BDK-100 sank 1993 bei einem Abschleppversuch im Nördlichen Meer. BDK-104 Ilja Asarow wurde 1996 von Russland an die Ukraine verkauft, dort zunächst als U401 Riwne betrieben und ab 2004 als Zivilfrachter genutzt. Neun Schiffe wurden zwischen 1992 und 2002 außer Dienst gestellt.
BDK-10/65 Saratow wurde 2022 durch einen Raketentreffer schwer beschädigt und sank. Nach der darauffolgenden Hebung wurde sie abgeschleppt und es ist derzeit (2023) unklar, ob sie repariert oder abgewrackt wird.

## Einsätze und Verluste
Einige der Schiffe waren im August 2008 an Landungsoperationen während des Kaukasuskrieges beteiligt.
Die der Schwarzmeerflotte zugehörige Saratow (ehemals BDK-10) transportierte während des Syrischen Bürgerkrieges 2013 Nachschub für den russischen Militäreinsatz in Syrien nach Tartus.
Im Zuge der russischen Invasion in die Ukraine 2022 setzte die russische Marine im Schwarzmeergebiet Medienberichten zufolge insgesamt sechs Landungsschiffe ein. Die ukrainische Marine meldete am 24. März 2022, sie habe ein im Hafen von Berdjansk vor Anker liegendes Projekt-1171-Schiff zerstört. Demnach hatte das Landungsschiff Schützenpanzerwagen und Ausrüstung nach Berdjansk gebracht. Während zunächst angenommen wurde, dass es sich um die Orsk (BDK-69) handele, wurde später gemeldet, dass das zerstörte Schiff die Saratow (BDK-65) sei. Ersten Berichten zufolge kam bei diesem Angriff eine ballistische Kurzstreckenrakete vom Typ 9K79 Totschka-U zur Anwendung. Das Schiff wurde nach dem Raketeneinschlag von der Besatzung selbstversenkt, um die geladene Munition vor Folgexplosionen zu schützen. Später wurde die Saratow gehoben und nach Kertsch geschleppt.